# Michael Haas (Moderator)
Michael Haas (* 7. Februar 1965) ist ein deutscher Journalist, Rundfunk-Moderator und Leiter des SWR3-Studios Mainz.
1981 nahm Michael Haas am Kindertag von Radio Luxemburg teil und übernahm zusammen mit Désirée Nosbusch die Moderation der Vormittagssendung. 
Ein halbes Jahr später holte der Chefsprecher von Radio Luxemburg, Jochen Pützenbacher, den Schüler zusammen mit Anke Engelke und zwei anderen Schülern ins Moderatorenteam. Nach dem Weggang von Desiree Nosbusch war die Sendung Hits von der Schulbank frei geworden, die die Schüler fortan unter dem Titel Die Vier von der Schulbank moderierten. Zur gleichen Zeit gründete Michael Haas in seinem Heimatort Bad Münstereifel mit Freunden den Krankenhaus- und Seniorenheim-Sender Radio City Bad Münstereifel e.V. 20 Jugendliche stellten daraufhin über viele Jahre hinweg  Hörfunksendungen für Krankenhäuser, Blinden- und Altenheime her. Nach Einstellung der RTL-Sendung Vier von der Schulbank wechselte Michael Haas ins Verkehrsteam von RTL und präsentierte ab 1983 die Verkehrseinblendungen aus dem Studio im nordrhein-westfälischen Innenministerium (Lagezentrum der Polizei-Landesmeldestelle). Nach seinem Wehrdienst bei der Medienzentrale der Bundeswehr ging Michael Haas als Moderator und Redakteur zum Wochenspiegel-Radio nach Trier. Nach drei Monaten wechselte er als Moderator der Morningshow zum Marktführer RPR in Trier. Zudem bekam er am späten Nachmittag eine eigene Personality-Show, für die er auch als Reporter tätig war. 1986 nahm Haas ein Studium in Köln auf und begann wenig später als Moderator bei SWF3 in Baden-Baden.
Hier moderierte er verschiedene Sendungen des Tages- und Nachtprogramms. Populär wurde er als Drivetime-Moderator in den Formaten SWF3 Radiokiosk, SWF3 Mack und SWR3 Hiline. Zusätzlich moderierte er über fast 15 Jahre hinweg die Sendung SWF3 Lollipop, die im Rahmen der ARD-Popnacht in ganz Deutschland ausgestrahlt wurde. In SWF3 Weltweit (später SWR3 Weltweit) begleitete er mit seinen Interviews Weltenbummler, Abenteurer und deutsche „Gastarbeiter“ auf allen Kontinenten.
Nach der Fusion von SWF und SDR übernahm Michael Haas die Leitung des SWR3-Studio Mainz. 2001 gab er die Moderation auf und arbeitet seitdem auch als CvD und RvD in der SWR3-Sendezentrale Baden-Baden. Hauptstandort ist aber weiterhin das SWR3-Studio Mainz.
| Personendaten    | Personendaten                                                              |
| ---------------- | -------------------------------------------------------------------------- |
| NAME             | Haas, Michael                                                              |
| KURZBESCHREIBUNG | deutscher Journalist, Rundfunk-Moderator und Leiter des SWR3-Studios Mainz |
| GEBURTSDATUM     | 7. Februar 1965                                                            |